# قطعنامه ۲۲۳۵ شورای امنیت
قطعنامه ۲۲۳۵ شورای امنیت سازمان ملل متحد سندی بین‌المللی دربارهٔ حملات شیمیایی در سوریه است. پیش‌نویس این قطعنامه را آمریکا به شورای امنیت برد. این قطعنامه در ۰۷ اوت ۲۰۱۵ ( ۱۶ مرداد ۱۳۹۴ ) به اتفاق آرا در شورای امنیت تصویب شد.